# James Woodard
James Alexander Woodard (Arcadia (Oklahoma), 25 de enero de 1994) es un baloncestista estadounidense que actualmente juega en el Wilki Morskie Szczecin de la PLK polaca. Con 1,91 metros de estatura, juega en la posición de escolta.

## Trayectoria deportiva
Jugó cuatro temporadas con Tulsa Golden Hurricane (2012-2016) y tras no ser elegido en el Draft de la NBA de 2016, firmó su primer contrato profesional en Francia con Rouen Métrople Basket de la Pro B, de la segunda división francesa, con el que en su debut anotó 18 puntos y 5 rebotes en la victoria en casa 76–70 contra JA Vichy-Clermont Métropole.
El 28 de agosto de 2017, firmó con el BC Nevėžis de la Lietuvos Krepšinio Lyga.
El 27 de julio de 2018, firmó con el MZT Skopje de la liga de Macedonia. En su debut con el MZT Skopje el 27 de septiembre de 2018, anotó 19 puntos y 4 asistencias en una victoria en casa 92-79 contra Helios Suns, en el que sería nombrado MVP de la primera jornada.
El 16 de junio de 2019, se confirma su fichaje por Medi Bayreuth de la Basketball Bundesliga.
En verano de 2020, firma con el Pallacanestro Cantù de la Serie A. 
El 6 de enero de 2021, rescinde su contrato con el Pallacanestro Cantù de la Serie A y es reemplazado por Frank Gaines.
El 17 de enero de 2021, firma por el Peristeri BC de la A1 Ethniki, la primera categoría del baloncesto griego.
En la temporada 2021-22, firma por el MHP Riesen Ludwigsburg de la Basketball Bundesliga. La temporada siguiente, el 28 de julio de 2022 firmó por el también equipo alemán del Hamburg Towers.
El 27 de diciembre de 2023 fichó por el Darüşşafaka S.K. de la Basketbol Süper Ligi (BSL) turca.